# Biblioteksskolen i Aalborg
Biblioteksskolen i Aalborg var en afdeling af Danmarks Biblioteksskole, der derudover har en større afdeling i København. Afdelingen i Aalborg rummede omkring 35 ansatte og 200 studerende. Biblioteksskolen er en højere uddannelsesinstitution under Kulturministeriet, og uddannelsen retter sig mod opgaver i både folkebiblioteker, forskningsbiblioteker, offentlig administration, organisationer og private virksomheder.
Biblioteksskolen i Aalborg er lukket i sommeren 2018.